# Ressonância Schumann

Representação esquemática da ressonância Schumann

Espectro da ressonância Schumann

A ressonância Schumann é um conjunto de picos no espectro na ELF (banda de frequências extremamente baixas) do espectro do campo eletromagnético terrestre, formado pela superfície da Terra e pelas camadas inferiores da ionosfera. As radiações eletromagnéticas causadas por tempestades elétricas são fontes das oscilações das ELF.
O fenômeno das ondas estacionárias terrestres tem seu nome em homenagem ao físico alemão Winfried Otto Schumann, que as predisse matematicamente em 1952. Schumann demonstrou que a Terra é cercada por um imenso campo eletromagnético, que vai do solo até cerca de 100 km sobre nós. Esse campo pulsa, como se fosse o coração do planeta, e possui a frequência de ressonância de 7,83 Hz. Entretanto, 60 anos antes, o físico Nikola Tesla já havia detectado essa ressonância com sucesso enquanto estudava uma gigantesca tempestade de raios e trovões.
No âmbito da ciência, a ressonância Schumann é de interesse quase que exclusivo dos meteorologistas, que as usam para monitorar de maneira indireta o nível global de incidência de descargas elétricas na atmosfera.